# Edmundo Piaggio
Edmundo Piaggio (Lanús, 3 ottobre 1905 – Lanús, 27 luglio 1975) è stato un calciatore argentino, di ruolo difensore.

## Carriera
Si mise in mostra nel Lanús, così fu convocato per la Copa América 1929, scendendo però in campo poche volte.
L'anno seguente partecipa al Mondiale e si laurea vicecampione del mondo, pur avendo poco spazio.

## Palmarès

### Club

#### Competizioni nazionali
- Campionato argentino: 3

Boca Juniors: 1930, 1931, 1934

### Nazionale
- Campeonato Sudamericano de Football: 1

Argentina 1929